# 't Broek (Nijmegen)
 't Broek is een wijk in het midden van het stadsdeel Lindenholt in de Nederlandse stad Nijmegen. Op 1 januari 2023 telde de wijk 3.650 inwoners, verdeeld over 1.572 woningen, met een gemiddelde WOZ-waarde van € 311.000, op een oppervlakte van 0,93 km².
't Broek is onderverdeeld in vier buurten: Leuvensbroek, Wedesteinbroek, Holtgesbroek en Hegdambroek. Net als in veel andere buurten of wijken in de stadsdelen Lindenholt en Dukenburg hebben de straten in 't Broek nummers in plaats van straatnamen.
De wijk is gebouwd in de tweede helft van de jaren 70 en ligt ingeklemd tussen Rijksweg 73 en de wijken Kerkenbos en 't Acker. De Weijbroekweg is de belangrijke ontsluitingsweg voor 't Broek. De wijk heeft in z'n geheel een woonfunctie.

## Afbeeldingen

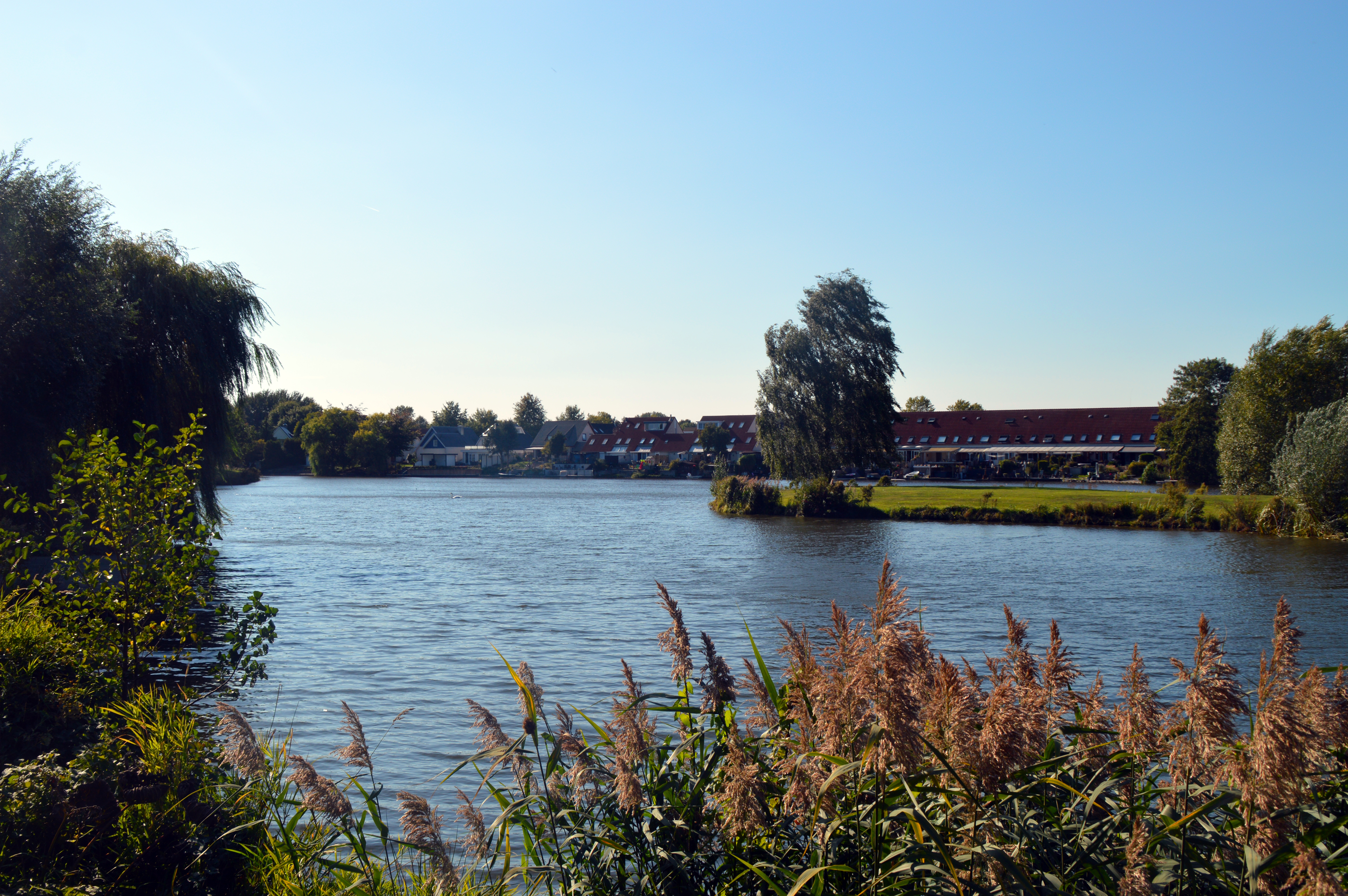
Woningen aan waterplas De Ontmoeting
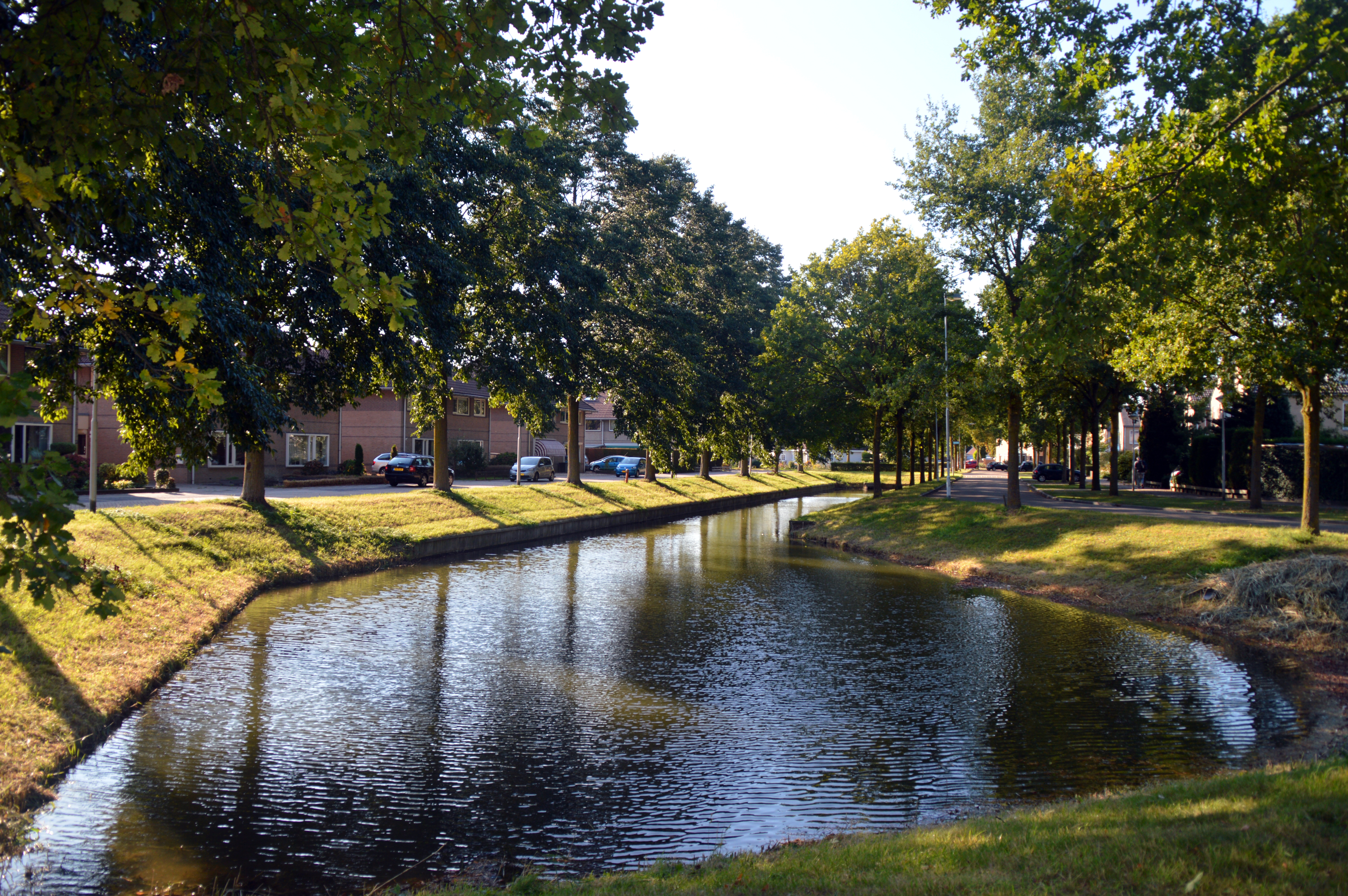
Woningen aan kanaal Holtgesbroek
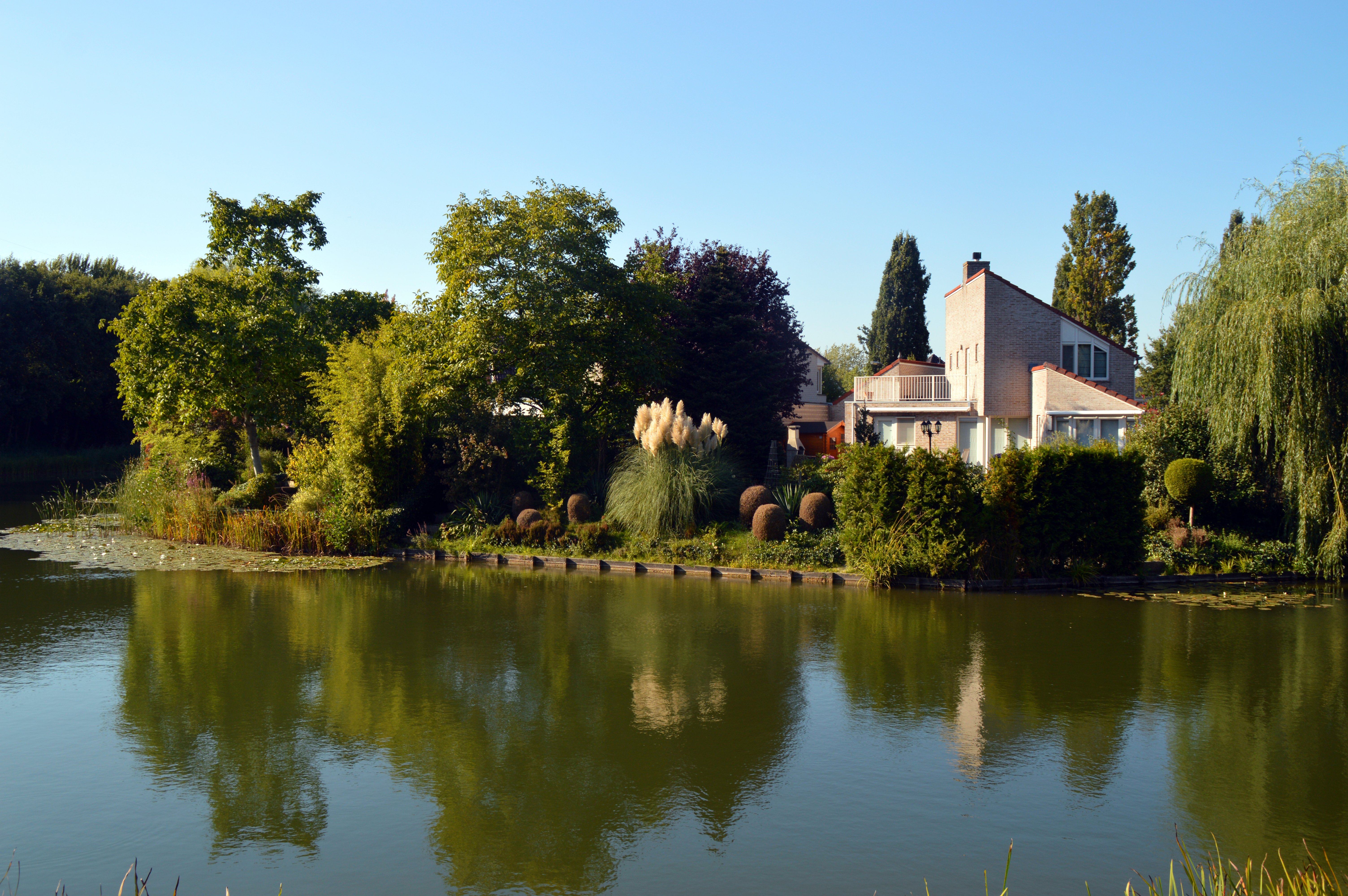
Holtgesbroek
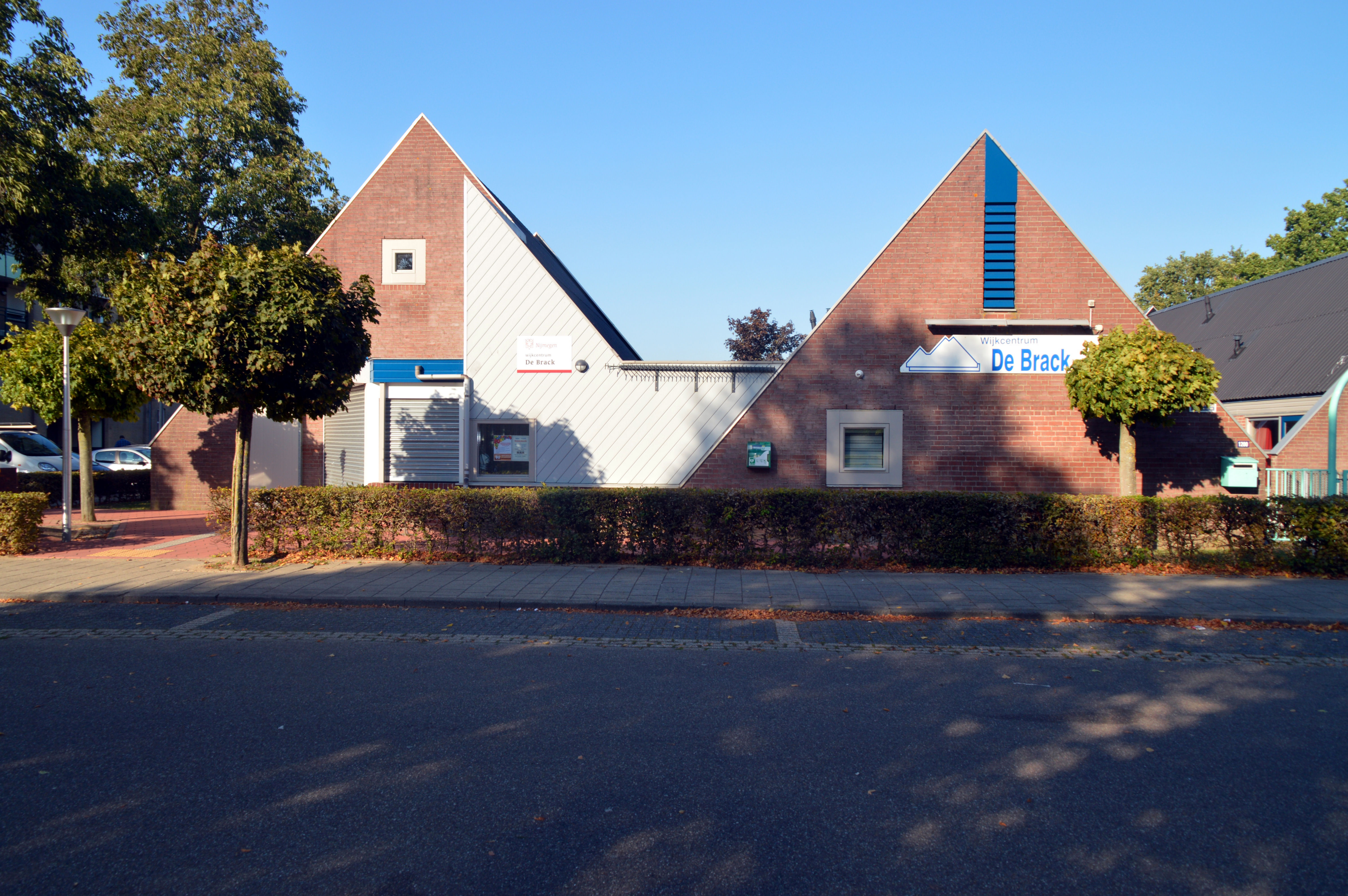
Wijkcentrum,  Wedesteinbroek
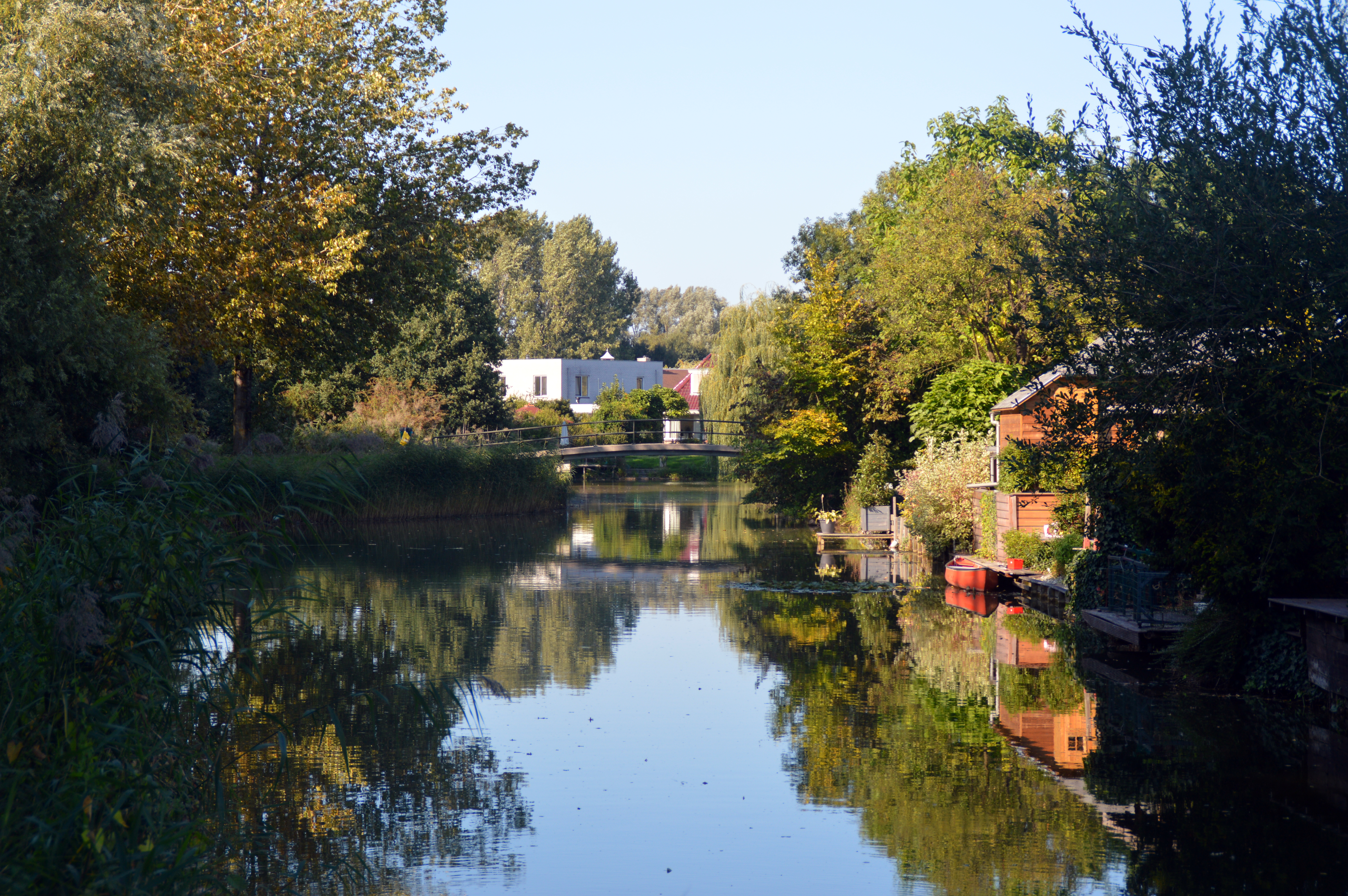
Brug met water Holtgesbroek
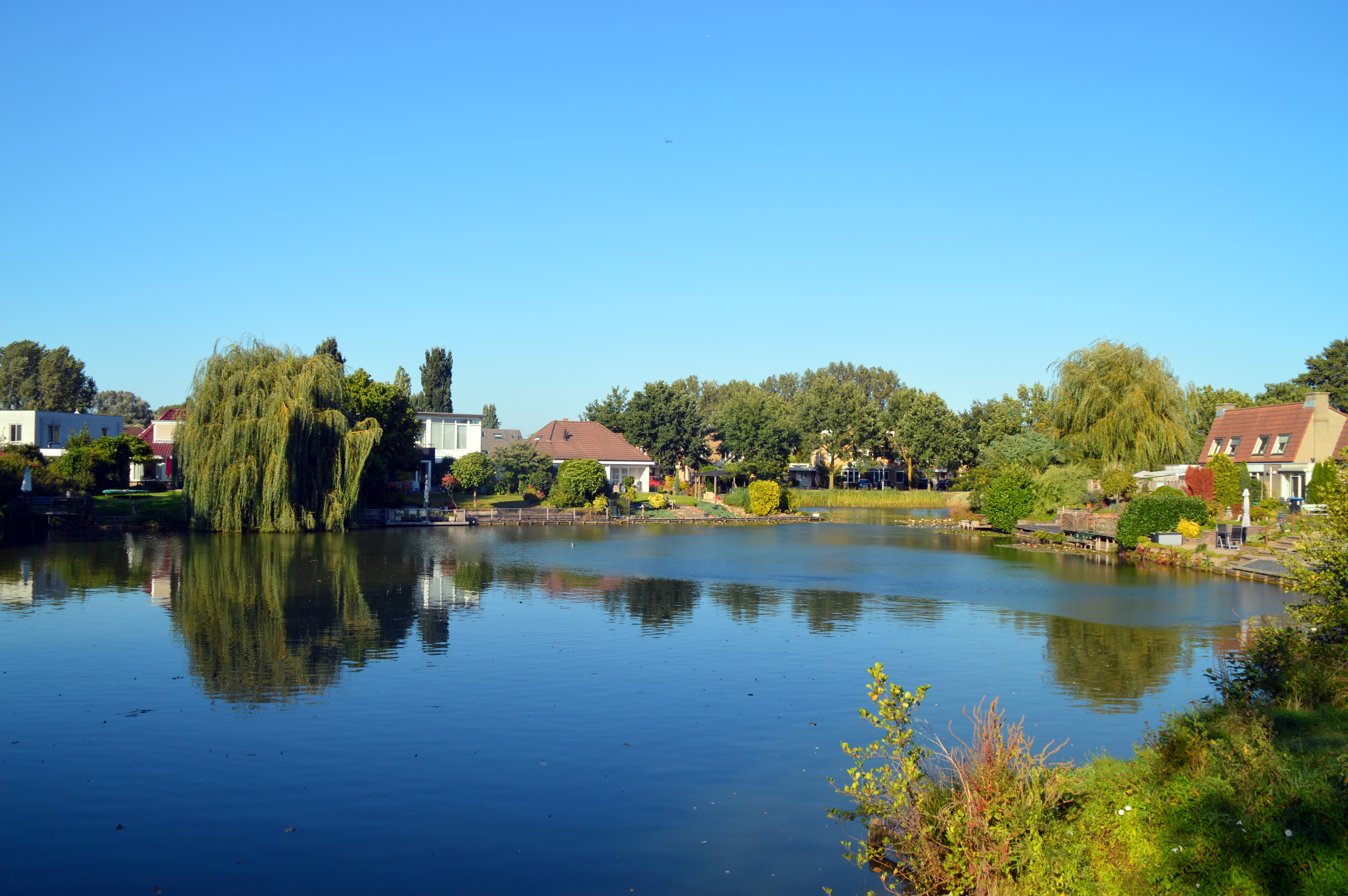
Woningen aan het water Holtgesbroek
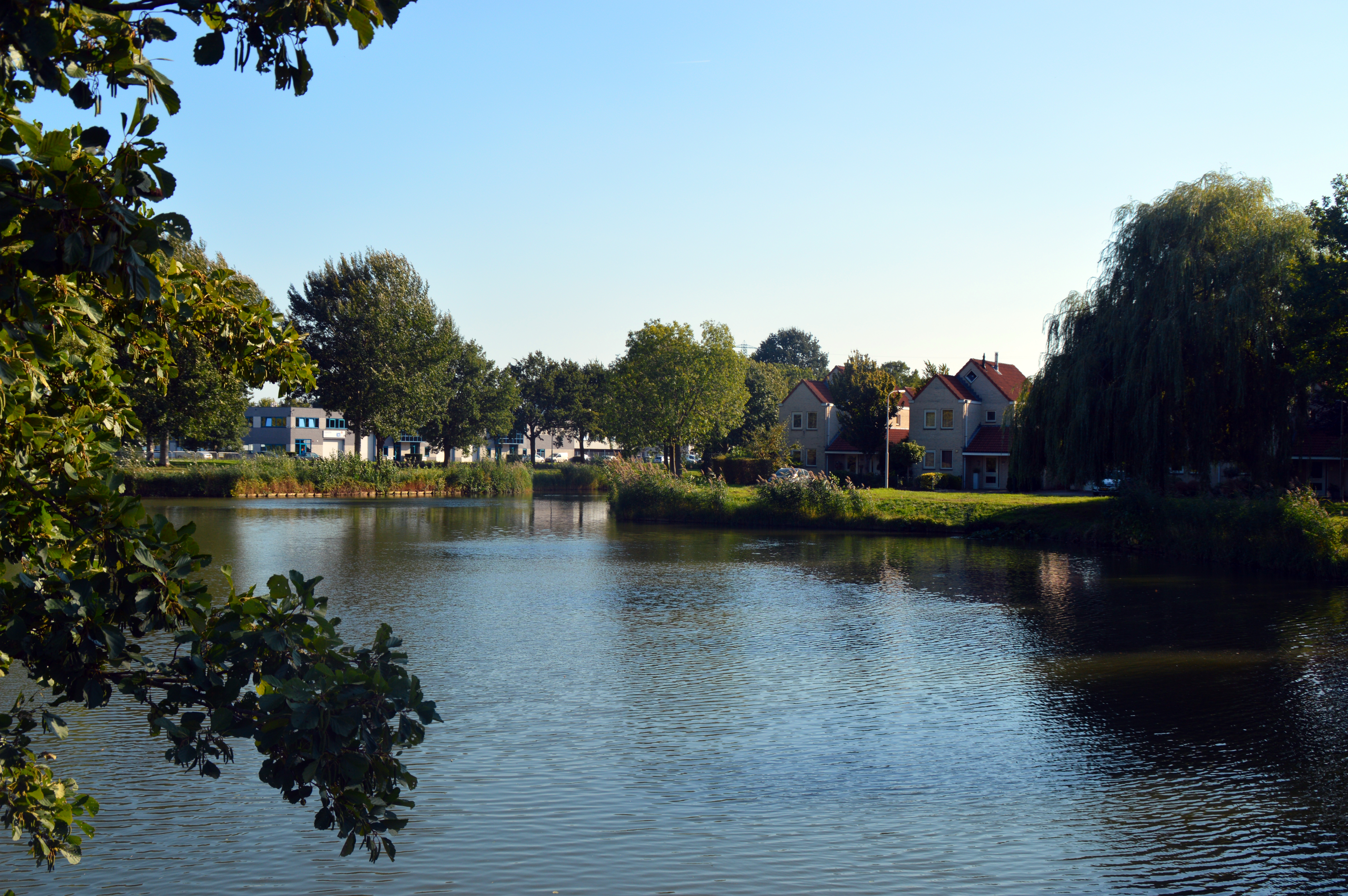
De wijk Kerkenbos (links) en de buurt Holtgesbroek (rechts)